# واکر (میزوری)
واکر (به انگلیسی: Walker) یک شهر در ایالات متحده آمریکا است که در شهرستان ورنن، میزوری واقع شده‌است. واکر ۰٫۸۰ کیلومتر مربع مساحت و ۲۷۰ نفر جمعیت دارد و ۲۶۰ متر بالاتر از سطح دریا قرار دارد.